# Diary of a Lost Girl
 Diary of a Lost Girl (en alemán: Tagebuch einer Verlorenen; lanzada en Argentina y España como Tres páginas de un diario, en Ecuador como Diario de una perdida, en México como Diario de una mujer perdida y Diario de una muchacha perdida, y en Venezuela como Diario de una joven perdida) es una película muda alemana de 1929 dirigida por G. W. Pabst y protagonizada por la estrella estadounidense Louise Brooks. Fue rodada en blanco y negro y las varias versiones de la película, según lo eliminado por la censura en cada país, van de los 79 a los 116 minutos de duración. Esta fue la segunda y última colaboración de Brooks con Pabst, y como su colaboración previa, La caja de Pandora, es considerada un clásico por muchos historiadores cinematográficos. Se basa en la polémica pero muy popular en la época novela homónima de 1905 de Margarete Böhme. Una adaptación cinematográfica anterior de la novela, dirigida en 1918 por Richard Oswald, está actualmente clasificada como película perdida.

## Trama
Thymian Henning (Louise Brooks), la inocente e ingenua hija del farmacéutico Robert Henning (Josef Rovenský), queda desconcertada cuando su ama de llaves, Elisabeth (Sybille Schmitz), se marcha repentinamente el día de la confirmación de la joven. Resulta que su padre había dejado embarazada a Elisabeth. Su cuerpo es traído a la farmacia más tarde el mismo día, en un aparente suicidio por ahogamiento, trastornando a Thymian.
El ayudante de su padre, Meinert (Fritz Rasp), promete explicárselo todo esa noche, pero en cambio se aprovecha de ella y queda también embarazada.  Aunque Thymian se niega a decir a su padre el nombre del progenitor de la criatura ilegítima, los parientes descubren su diario, y deciden que la mejor solución es que se case con Meinert. Cuando ella se niega porque no lo ama, entregan el recién nacido a una partera y envían a Thymian a un estricto reformatorio para chicas descarriadas dirigido por una mujer tiránica (Valeska Gert) y su alto y calvo asistente (Andrews Engelmann).
Entretanto, el amigo de Thymian, el conde Osdorff (André Roanne), es abandonado y dejado sin un penique por su tío rico, también conde Osdorff (Arnold Korff), después de probar que no vale ni para el estudio ni para los negocios. Thymian suplica a su amigo que intente persuadir a su padre de dejarla regresar a casa, pero el padre de Thymian se ha casado con su nueva ama de llaves, Meta (Franziska Kinz), y Meta no quiere ningún rival por el afecto de Robert. Rebelándose contra la rígida disciplina del reformatorio, Thymian y su amiga Erika (Edith Meinhard) escapan con la ayuda de Osdorff. Cuando Thymian va a ver a su bebé, le dicen que acaba de morir. Después de vagar desanimada por las calles, se reúne con Erika, que está trabajando en un pequeño burdel de lujo. Sin habilidades, Thymian también se convierte en prostituta.
Por casualidad, Thymian se encuentra con su padre, Meta, y Meinert en un cabaret. Su padre se sorprende cuando se da cuenta de en qué se ha convertido, y Meta y Meinhert les impiden hablarse al llevarse a Robert rápidamente fuera del cabaret. Tres años más tarde, su padre muere. Con la expectativa de heredar una gran cantidad de dinero, Thymian decide empezar una nueva vida. Sus amigos en el burdel le sugieren que obtenga una nueva identidad casándose con Osdorff. Después de pensárselo mucho, está de acuerdo. En la oficina del abogado, Meinert compra el interés de Thymian en la farmacia, haciéndola rica. Sin embargo, cuando se entera de que Meinert está echando a Meta y sus dos pequeños hijos a la calle, Thymian le da a Meta el dinero para que su pequeña medio hermana no sufra su destino.
Osdorff, que contaba con el dinero para reconstruir una vida para él también, se tira por la ventana cuando le dice lo que ha hecho. El tío, afligido por el dolor, decide redimirse cuidando de Thymian. La presenta a su primo como su sobrina, la condesa Osdorff. En un giro extraño del destino, Thymian es invitada a convertirse en directora del mismo reformatorio donde ella estuvo recluida. Cuando Erika, su vieja amiga, es traída ante la dirección como un "caso especialmente difícil", Thymian denuncia la escuela y sus "bendiciones" y saca a Erika de la habitación. El conde Osdorff sigue a las dos mujeres; pero antes de irse, se gira hacia su sorprendido primo, y declara, "Un poco más de amor y nadie se perderá en este mundo!"

## Reparto
- Louise Brooks como Thymian
- Fritz Rasp como Meinert
- Valeska Gert como directora del reformatorio
- Josef Rovensky como Robert Henning, padre de Thymian
- Vera Pawlowa como tía Frieda
- Franziska Kinz como Meta, la nueva ama de llaves y luego segunda esposa de Robert
- Andre Roanne como conde Nicolas Osdorff
- Andrews Engelmann como asistente del reformatorio
- Arnold Korff como el conde Osdorff (sin acreditar)
- Edith Meinhard como Erika, amiga de Thymian (sin acreditar)
- Sybille Schmitz como Elisabeth (sin acreditar)
- Kurt Gerron como doctor Vitalis (sin acreditar)

## Estreno
Diario de una perdida se estrenó en Viena, Austria el 12 de septiembre de 1929. Tuvo su estreno alemán en Berlín el 15 de octubre de 1929.